# Twin Peaks (San Francisco)

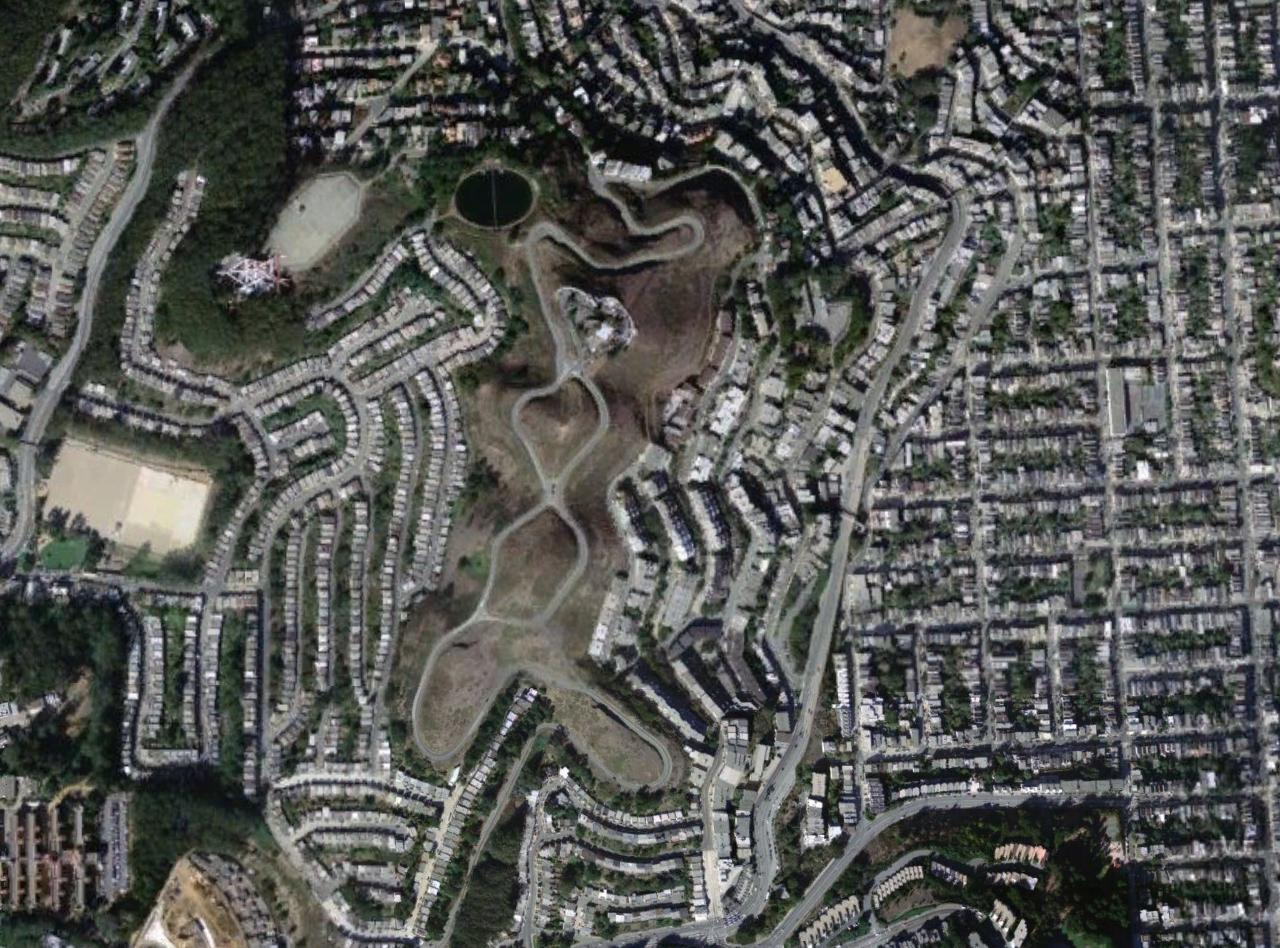

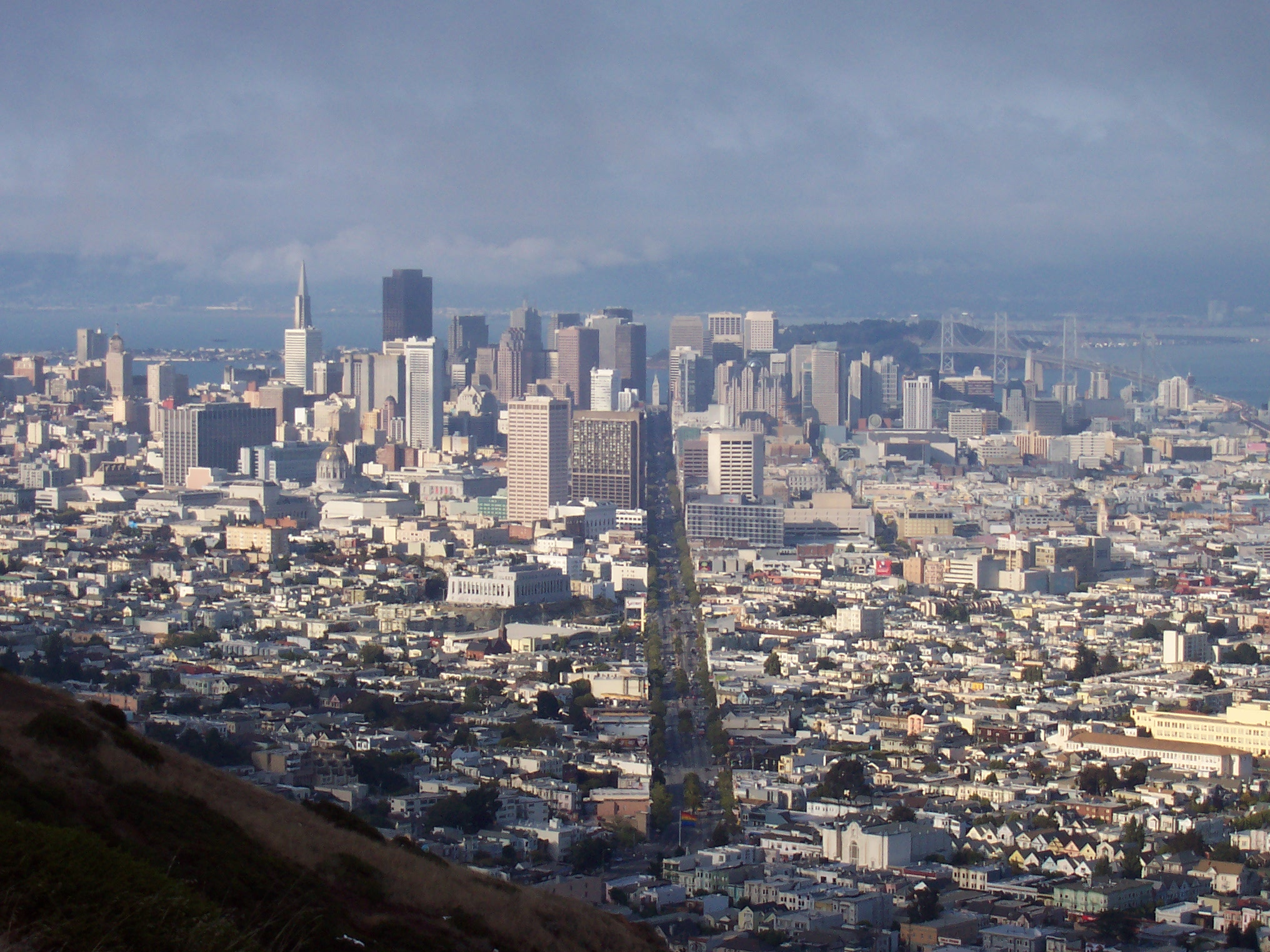
Panorama orașului de pe Twin Peaks

Twin Peaks sunt două dealuri cu înălțimea maximă de 276 m, amplasate în orașul San Francisco, USA.  Twin Peaks se află într-un parc natural "Twin Peaks Natural Area". Singura stradă pe care se poate ajunge pe înălțimea Twin Peaks este "Twin Peaks Boulevard" care ajunge pe versantul nordic al dealului locul de parcare fiind numit "Christmas Tree Point" (Locul Pomului de Crăciun).  Acest loc oferă o panoramă splendidă a orașului San Francisco. Denumirea de Twin Peaks a fost dată și cartierului în care se află cele două coline.